# Saint-Riquier-en-Rivière
Saint-Riquier-en-Rivière é uma comuna francesa na região administrativa da Normandia, no departamento de Sena Marítimo. Estende-se por uma área de 10 km². Em 2010 a comuna tinha 152 habitantes (densidade: 15,2 hab./km²).